# Francesco Pelle
Francesco Pelle (Locri, 4 febbraio 1977) è un mafioso italiano detto Ciccio Pakistan, appartenente alla 'Ndrangheta e all'omonima 'ndrina dei Pelle.
Fino al suo arresto nel 2021, Pelle era considerato uno dei fuggitivi più pericolosi e ricercati d'Italia.

## Biografia
Figlio di Domenico Pelle detto Micu 'U Mata, secondo gli inquirenti, egli è stato protagonista nella Faida di San Luca, la guerra tra i Pelle-Vottari contro i Nirta-Strangio. Pelle fu accusato di aver ordinato l'omicidio di Maria Strangio, caduta sotto le pallottole dai sicari dei Pelle-Vottari nell'attentato del 25 dicembre 2006, il cui obiettivo era il marito Giovanni Luca Nirta, capo della 'ndrina rivale che restò illeso. Si tratterebbe di una risposta all'agguato, avvenuto il 31 luglio precedente, il giorno della nascita di suo figlio, a causa del quale è ridotto in sedia a rotelle per una pallottola alla schiena. La vendetta dei Nirta-Strangio arrivò nel 2007 con la strage di Duisburg, nella quale sei persone, ritenute vicine ai Pelle-Vottari, sono state uccise.
Nel 2008 è stato arrestato in un ospedale di Pavia. Nel 2014 è stato condannato all'ergastolo. Nel 2018, uscito dal carcere, viene sottoposto all'obbligo di dimora a Milano, in attesa della sentenza; però, in seguito alla conferma dell'ergastolo, diventa nuovamente latitante. È stato catturato il 29 marzo 2021 a Lisbona, in Portogallo, presso una clinica nella quale era ricoverato per COVID-19, venendo poi estradato in Italia il 23 settembre successivo.